# Helvetia (zoologia)
Helvetia Peckham & Peckham, 1894 è un genere di ragni appartenente alla Famiglia Salticidae dell'Ordine Araneae della Classe Arachnida.

## Distribuzione
Le 11 specie oggi note di questo genere sono diffuse in America meridionale: in particolare ben sei sono endemiche del solo Brasile e due dell'Argentina. Una specie, la H. albovittata è stata rinvenuta anche nelle isole Galápagos.

## Tassonomia
Considerato un sinonimo anteriore di Deloripa Simon, 1901, a seguito di uno studio degli aracnologi Ruiz e Brescovit del 2008.
A dicembre 2010, si compone di 11 specie:
- Helvetia albovittata Simon, 1901 — Brasile, Paraguay, Argentina, Isole Galapagos
- Helvetia cancrimana (Taczanowski, 1872) — Guiana francese, Brasile, Argentina
- Helvetia galianoae Ruiz & Brescovit, 2008 — Argentina
- Helvetia humillima (Mello-Leitão, 1943) — Brasile
- Helvetia labiata Ruiz & Brescovit, 2008 — Brasile
- Helvetia rinaldiae Ruiz & Brescovit, 2008 — Brasile
- Helvetia riojanensis Galiano, 1965 — Argentina
- Helvetia roeweri (Soares & Camargo, 1948) — Brasile
- Helvetia santarema Peckham & Peckham, 1894[2] — Brasile, Argentina
- Helvetia semialba (Simon, 1901) — Brasile
- Helvetia stridulans Ruiz & Brescovit, 2008 — Brasile

### Specie trasferite
- Helvetia canescens (Mello-Leitão, 1944); trasferita al genere Menemerus con la denominazione provvisoria di Menemerus canescens (Mello-Leitão, 1944). Uno studio dell'aracnologa Galiano del 1984 ne ha ravvisato la sinonimia con Menemerus taeniatus (L. Koch, 1867)[1]